# Anagyrus mandibularis
Anagyrus mandibularis är en stekelart som beskrevs av Sushil och Muhammad Sharif Khan 1996. Anagyrus mandibularis ingår i släktet Anagyrus och familjen sköldlussteklar. Inga underarter finns listade i Catalogue of Life.